# Herbert Rawson
Herbert Edward Rawson (Port Louis, 2 settembre 1852 – 18 ottobre 1924) è stato un calciatore mauriziano naturalizzato inglese, di ruolo attaccante.

## Carriera

### Club
Giocò dal 1873 al 1875 al Royal Engineers, con i quali vinse la FA Cup 1874-1875.

### Nazionale
Debuttò in nazionale il 6 marzo 1875, nell'amichevole Inghilterra-Scozia, terminata 2-2. Fu la sua unica presenza in nazionale.

## Palmarès

### Club

#### Competizioni nazionali
- Coppa d'Inghilterra: 1

Royal Engineers: 1874-1875